# Ḓ
La D con acento circunflejo suscrito (Mayúscula: Ḓ minúscula: ḓ), es una letra adicional del alfabeto latino utilizada como grafema en la escritura de herero y venda. Esta es la letra D diacrítica con un acento circunflejo suscrito.

## Uso
En venda ‹ḓ› representa una consonante oclusiva dental sonora /d̪/.

## Codificación
La D con acento circunflejo suscrito se puede representar con los siguientes caracteres Unicode:
| Carácter      | Ḓ                                            | Ḓ                                            | ḓ                                          | ḓ                                          |
| ------------- | -------------------------------------------- | -------------------------------------------- | ------------------------------------------ | ------------------------------------------ |
| Unicode       | LATIN CAPITAL LETTER D WITH CIRCUMFLEX BELOW | LATIN CAPITAL LETTER D WITH CIRCUMFLEX BELOW | LATIN SMALL LETTER D WITH CIRCUMFLEX BELOW | LATIN SMALL LETTER D WITH CIRCUMFLEX BELOW |
| Codificación  | decimal                                      | hex                                          | decimal                                    | hex                                        |
| Unicode       | 7698                                         | U+1E12                                       | 7699                                       | U+1E13                                     |
| UTF-8         | 225 184 146                                  | E1 B8 92                                     | 225 184 147                                | E1 B8 93                                   |
| Ref. numérica | &#7698;                                      | &#x1E12;                                     | &#7699;                                    | &#x1E13;                                   |